# ساتیاجیت داس روپو
ساتیاجیت داس روپو (بنگالی: সত্যজিৎ দাস রুপু؛ زادهٔ ۵ سپتامبر ۱۹۶۴) بازیکن فوتبال اهل بنگلادش بود.
وی همچنین در تیم ملی فوتبال بنگلادش بازی کرده است.
وی در مسابقات کشوری و بین‌المللی در مجموع برندهٔ ۲ مدال نقره شده است.